# 曾應瑞
曾應瑞（1598年3月14日—？），字徵伯，别號龍圖，江西撫州府臨川縣民籍。

## 生平
戊戌年二月初九日生。萬曆四十年（1612年）壬子科江西鄉試六十一名，四十四年（1616年）丙辰科會試八十一名，廷試三甲二百二十九名。兵部觀政，授廣東揭陽縣知縣，四十六年本省同考，天啓二年行取，五年授四川道監察御史，巡视西城，六年巡按廣西，七年叙殿工，加升一级，加太仆寺少卿，照旧管事。崇祯继位，升陕西按察使，改关西道，崇祯二年京察，四年降補浙江布政司照磨，六年升南大理寺右評事，七年升右寺正，本年升南禮部主事。

## 家族
曾祖曾伟。祖父曾世鳳，郷飲賓。本生祖父曾季鳳，府學增生。父曾封元，庠生。從父曾宇琦，甲午鄉貢，見任寧國知縣。從叔國禎，同榜進士。。

## 引用
1. ↑  《萬曆四十四年丙辰科進士序齒録》